# Portugiesischer Schachverband
Die Federação Portuguesa de Xadrez (FPX, port. für: Portugiesische Schach-Föderation) ist der Dachverband für Schach in Portugal. Die FPX hat ihren Sitz in Lissabon.

## Geschichte
Insbesondere im 14. und 15. Jahrhundert wurde Schach in Portugal populär. König D. João I. lobte das Schachspiel Anfang des 14. Jahrhunderts in seinem Buch Livro de Montaria als ausgezeichnetes militärisches Training, und D. João II. spielte gerne, vor allem auf Reisen. 1512 erschien in Rom das Italienisch verfasste, europaweit verbreitete Schachbuch Libro da imparare giocare a scachi des Portugiesen Damiano de Odemira.
Unter König D.Manuel I. (1495–1521) und den eintreffenden Reichtümern in Folge der Portugiesischen Entdeckungsfahrten verfiel das Königreich Portugal einer zunehmenden Dekadenz, und mit ihm das Schachspiel. Es wurde erst in der Renaissance wieder populär in Portugal.
In Pietro Carreras im Jahr 1617 veröffentlichten Werk Il Gioco degli Scacchi fand sich auch eine Liste der besten Schachspieler. Auf dem 32. Platz wurde dort der portugiesische König D. Sebastião I. aufgeführt, nach Ruy López und vor dem spanischen König Philipp II., der 1575 das erste internationale Schachturnier der Welt ausgerichtet hatte. Damiano de Odemira wurde auf dem 25. Platz gelistet, jedoch wurde er als Spanier aufgeführt.
Mit dem Verlust der portugiesischen Unabhängigkeit 1580 begann eine Zeit verschiedener unruhiger Epochen in Portugal, etwa im Zusammenhang mit der erkämpften Unabhängigkeit ab 1640, den verschiedenen spanisch-französischen Invasionen im 18. und frühen 19. Jahrhundert, und der Liberalen Revolution 1822. Mitte des 19. Jahrhunderts und beginnenden 20. Jahrhunderts nahm die Popularität des Schachspiels in Portugal wieder zu.
Am 22. Januar 1927 wurde die Federação Portuguesa de Xadrez in Lissabon gegründet, erster Präsident wurde Dr. João Maria da Costa. Nachdem sie von 1951 bis 1954 ihren Sitz häufig in der Universitätsstadt Coimbra hatte, ist sie seither wieder in der Hauptstadt ansässig, inzwischen in einem selbsterworbenen Gebäude.
Der vierte Schachweltmeister, der Russe Aljechin, starb 1946 in seinem portugiesischen Exil in Estoril.

## Organisation
Die FPX ist seit ihrer Gründung 1927 Mitglied des Weltschachverbands FIDE und dort räumlich der Zone 1.1, und darin der Subzone 1.1 c zugeordnet. In Portugal ist sie u. a. dem Dachverband Confederação do Desporto de Portugal und dem Comité Olímpico de Portugal, dem Nationalen Olympischen Komitee Portugals angeschlossen.

### Mitglieder
Im Jahr 2015 hat die FPX 2751 organisierte aktive Spieler, auch aus nicht in der FPX organisierten Vereinen. 101 Vereine sind selbst Mitglied der FPX.
In der FPX sind die Schachverbände der portugiesischen Distrikte organisiert. 2013 existierten 14 Distriktverbände:
- Associação de Xadrez da Região Autónoma dos Açores (Azoren)
- Associação de Xadrez de Aveiro (Aveiro)
- Associação Distrital de Xadrez de Beja (Beja)
- Associação de Xadrez do Distrito de Braga (Braga)
- Associação de Xadrez do Distrito de Bragança (Bragança)
- Associação de Xadrez do Distrito de Castelo Branco (Castelo Branco)
- Associação de Xadrez do Distrito de Coimbra (Coimbra)
- Associação de Xadrez do Distrito de Faro (Algarve)
- Associação de Xadrez de Leiria (Leiria)
- Associação de Xadrez de Lisboa (Lissabon)
- Associação de Xadrez do Porto (Porto)
- Associação de Xadrez de Santarém (Santarém)
- Associação de Xadrez do Distrito de Setúbal (Setúbal)
- Associação de Xadrez de Vila Real (Vila Real)

Zudem ist der Fernschach-Verband Associação Portuguesa de Xadrez por Correspondência (APXC) in der FPX organisiert.

### Organe
Präsident ist Francisco Castro. Neben dem Präsidium und der Generalversammlung verfügt die FPA über vier weitere Organe:
- Conselho Fiscal (dt.: Aufsichtsrat oder auch Kontrollrat)
- Conselho de Justiça (dt.: Gerichtsrat)
- Conselho de Arbitragem (dt.: Schlichtungsrat)
- Conselho Disciplinar (dt.: Disziplinarrat)

## Wettkämpfe
Die FPX richtet eine Vielzahl landesweiter Wettbewerbe aus, darunter Männer-, Frauen- und Jugendwettbewerbe, Pokale, Landesmeisterschaften, und Vorentscheide zu internationalen Wettbewerben. Zudem werden in den Distrikten Porto und Leiria rein regionale Meisterschaften ausgespielt.
Die Beteiligung Portugals an internationalen Wettbewerben, etwa der Schacholympiade, wird von der FPX organisiert.
Die FPX richtet zudem einen landesweiten Ligabetrieb für Schachvereine aus, die Campeonatos Nacionais por Equipas. Die höchste Spielklasse ist die Primeira Divisão (dt.: erste Liga), der eine zweite und darunter eine dritte Liga untergeordnet ist.